# Caravan Palace (álbum)
Caravan Palace es el álbum debut de la banda de electro swing Caravan Palace, publicado el 20 de octubre de 2008. El álbum tuvo su mejor recepción en Francia, país en el cual se creó la banda, donde alcanzó el puesto 11 y se mantuvo en la lista de éxitos francesa por 68 semanas consecutivas. En 2009 les fue otorgada una certificación de oro de la Asociación de Compañías de Música Independiente por lograr ventas de al menos 100,000 copias en Europa.

## Lista de canciones
| N.º | Título                 | Duración |  |
| 1.  | «Dragons»              | 4:05     |  |
| 2.  | «Star Scat»            | 3:50     |  |
| 3.  | «Ended With the Night» | 5:00     |  |
| 4.  | «Jolie Coquine»        | 3:46     |  |
| 5.  | «Oooh»                 | 1:49     |  |
| 6.  | «Suzy»                 | 4:07     |  |
| 7.  | «Je M'Amuse»           | 3:34     |  |
| 8.  | «Violente Valse»       | 3:35     |  |
| 9.  | «Brotherswing»         | 3:42     |  |
| 10. | «L'Envol»              | 3:46     |  |
| 11. | «Sofa»                 | 0:51     |  |
| 12. | «Bambous»              | 3:14     |  |
| 13. | «Lazy Place»           | 3:57     |  |
| 14. | «We Can Dance»         | 4:23     |  |
| 15. | «La Caravane»          | 5:05     |  |

## Créditos
- Hugues Payen - violín
- Arnaud Vial - guitarra
- Charles Delaporte - contrabajo
- Camille Chapelière - clarinete
- Antoine Toustou - trombone, caja de ritmos
- Aurélien Trigo (Ariel T) - guitarra, DJ
- Colotis Zoe - vocalista